# Battle B-Daman
Battle B-Daman sau Battle B'Daman (B-伝説 バトル ビーダマン) este un serial animat creat de Eiji Inuki și difuzat prima dată în ianuarie 2004, în Japonia. Acesta a avut premiera în Statele Unite, în aprilie 2005. 
In Japonia, este difuzat pe TV Tokyo. În Statele Unite și India, este difuzat pe ABC Family și Toon Disney's JETIX block. La un moment dat, aceasta este difuzat pe Cartoon Network, precum și pe G4 în Statele Unite ale Americii, dar pe aceasta din urmă a fost înlocuit cu Joe Sigma 6 la scurt timp. În Canada, se transmite pe YTV. În India, acesta se transmite pe DD National și TV Zee. Jucăriile acestui serial au fost făcute de către DD India și au fost lansate de către Hasbro din India.
În România, serialul a fost difuzat pentru o perioadă pe canalul Cartoon Network ca parte a blocului Toonami.

## Plot
Serialul e legat de viața lui Yamato Delgado (Daiwa în versiunea japoneză), care îl găsește pe legendarul Cobalt Blade. El și prietenii săi utilizează sportul B-Daman pentru a lupta împotriva Alianței Umbrei. Acest spectacol are loc în B-DaWorld în care locuitorii săi sunt oameni, animale antropomorfe, și roboți. Folosind legendarul B-Daman, Yamato intră în turneul Campionilor organizat de un grup (JBA în versiunea japoneză și IBA (International B-Daman Association), în versiunea în engleză) pentru a deveni campion B-Da. Cu toate acestea, el, de asemenea, căștigă lupta împotriva Alianței Umbrei.

## Principalele personaje

### Yamato Delgado
Apărut în primul sezon, Yamato are 11 ani si este personajul principal. Crescut de pisici pînă la vîrsta de 5 ani, mama lui vitregă nu ia permis să dețină un B-Daman până cînd Cobalt Blade ia apărut într-o noapte. Cobalt Blade se presupune a fi cel mai bun B-Daman făcut vreodată. Distrus de Cain McDonnell, unul dintre inamicii lui Yamato, Cobalt Blade este reconstruit și devine Cobalt Saber, primul B-Daman care utilizează sistemul Blaster Core (de asemenea, cunoscut sub numele de Delta core), sistem creat de Armada. 

### Grey Michael Vincent
El este prietenul lui Yamato și are o personalitate dură. El a fost un membru al Alianței Umbrei, pentru  a-și salva sora, Liena, de la ei. El folosește B-Daman-ul Chrome Zephyr care devine mai târziu Chrome Raven. Grey a început să apară în sezonul 1. El are 12 ani. 

### Bull Borgnine
Bull are trei personalități: partea calmă și naivă, partea de încredere și partea sălbatică care apare atunci când își prezintă B-Daman-ul. El folosește B-Daman-ul Helio Breaker care mai târziu este distrus. El decide să fie un mecanic B-Daman. Bull a început să apară în sezonul 1. El are 12 ani. În primul sezon, Bull a întâlnit o fată. Acesteia i-a plăcut doar de partea sălbatică și atunci când a aflat si de partea calmă și naivă, ea a pierdut interesul pentru el. Totusi, mai târziu îl acceptă și pe Bull calm și naiv.

### Terry McScotty
El este prieten și coleg cu Yamato în timpul petrecut la maiestrul Armada. El are un accent scoțian și folosește B-Daman-ul Wing Ninja care ulterior a fost refăcut în Wing Sword. Terry a început să apară în sezonul 1. El are 10 ani. 

### Mie Delgado
Ea îl adoptă la vârsta de cinci ani pe Yamato. Ea are 22 de ani și conduce un restaurant numit Mie Cafe care mai târziu se schimbă cu Mie Cafe Cat. Pentru ea este foarte greu să întrețină  Cafeneaua, așa că i-a rugat pe Liena, Armada și toți ceilalți să o ajute să întrețină cafeneaua ei. 

### Liena Grace Vincent
Sora lui Grey, care a fost capturată de către Alianța Umbrei, a fost controlată de Ababa pentru a juca un meci cu Terry în locul lui Sigma. Ea vrea să fie mereu alături de fratele ei. Ea îl simpatizează puțin pe Enjyu.

### Armada
Armada este mentorul pisică gigant al lui Yamato. El e legendarul maestru B-Daman. El a inventat sistemul Zero, cadru pe care sunt bazați toți B-Daman-ii. După ce Cobalt Blade a fost distrus, el a creat sistemul Blaster Core.

### Tommi
Tommi este pisica neagră care îl urmează pe Yamato. Partea bună a lui Marda B îl folosește mai târziu, pentru a vorbi cu Yamato și prietenii lui.
 Alianța Umbrei (numită simplu "umbră", în Japonia) este o organizație malefică care dorește să cucerească lumea
B-Da. Unii membrii ai Alianței Umbrei au un al treilea ochi, care este simbolul acestei organizații și este un semn că personajul este sub controlul lui Marda B. Membrii acestui grup sunt după cum urmează:

### Marda B.
Marda B. este personajul negativ principal al primului sezon care a stabilit Alianța Umbrei și Neo Alianța Umbrei. Marda B.este o ființă misterioasă care a fost cel mai mare jucător B-Da. El a fost primul maestru B-Da. Datorită spiritului său combativ, el a fost împărțit în două jumătăți - binele și răul. Este de remarcat faptul că jumătatea rea putea fi învinsă doar de partea lui bună. Când Yamato l-a învins pe Ababa, a început crearea Neo Alianței Umbrei, formată din personaje alese aleatoriu și controlate de Marda B.(cu excepția lui Enjyu, Biarce, Cain și Josua, care s-au alăturat cu libera lor voință). Marda B. este un ochi gigant, care întotdeauna părea să plutească pe cer. În ultimul episod al seriei, Marda B. se combină cu Biarce pentru a forma Mardabiarce și a dezvălui istoria sa: El a creat Alianța Umbrei, Neo Alianța Umbrei, chiar pe Biarce. La sfârșitul episodului, forma sa complet bună este refăcută - o pisică mare gri îmbrăcată într-un costum elegant.

### Ababa
O pisică rea care a lucrat pentru Marda B, cu abilitatea de a poseda oamenii. El chiar a reușit să spele creierul lui Bull. Ababa a fost liderul Alianței Umbrei, care a constat din personaje importante cum ar fi Grey, Enjyu, Wen sau Li. Atunci când  Marda B nu mai are nevoie de el, este transformat înapoi în forma sa originală, o pisică mov cu părul lung. 

### Enjyu
Enjyu, un copil talentat, a dorit să își îmbunătățească abilitățile sale de jucător B-Da. Tatăl său însă a vrut ca el să piardă pentru bani fiecare din meciurile sale, pentru a-și putea trăi viața. Înainte de fiecare meci, adversarii lui Enjyu îl plăteau pentru a piarde meciurile, făcîndu-l pe Enjyu să fie un amator. Enjyu a participat la un turneu de juniori B-Daman. Acolo, el a fost descalificat după ce a fost acuzat pe nedrept de înșelăciune. După ce a fost trădat de singurul său "prieten", Enjyu si-a scos mânia la iveală. De îndată, personalitatea lui Enjyu s-a schimbat si părul de la albastru la rosu. Motivul schimbarii culorii parului este incert. Enjyu s-a alăturat Alianței Umbrei unde l-a primit mai târziu pe Lightning Kahn (Bloody Kaiser în versiunea originală), fratele lui Cobalt Blade, ca noul lui B-Daman. Mai târziu, în serie, Lightning Kahn a fost transformat in Blazing Kahn de către Marda B. în scopul de a-l învinge pe Yamato. Atunci, în acel meci Yamato îi readuce lui Enjiu bucuria de a juca și astfel devin prieteni. El a revenit mai târziu în Neo Alianța Umbrei, astfel putea să îl invingă pe Marda B. La finalul sezonului 1, Marda B. îl controlează pe Enjyu, și Terry a folosit partea lui de B-da Energie să-l elibereze, dar Enjyu nu a fost fericit pentru asta. El a fost furios pentru că Terry a irosit B-da Energia lui, pe care o putea folosi în lupta cu Marda B. 

### Wen Yong Fa
El este fratele cel mare Yong Fa. El a aderat la Alianța Umbrei de la o vârstă fragedă pentru a deveni un puternic jucător B-Da. Wen este adesea contondent si încăpățănat, dar, de asemenea, cu inima deschisă și loială pentru cei importanți lui. El folosește B-Daman-ul Bakuso care ulterior a fost transformat la King Bakuso de către Bull. El a schimbat crezurile sale și a părăsit Alianța Umbrei după ce Yamato l-a ajutat într-o bătălie împotriva lui Enjyu. El a continuat să îi ajute pe Yamato si ceilalți, de multe ori sub conducerea lui Armada. Purta uneori o mască și pelerină. Când fratele său mai mic, Li Yong Fa, s-a alăturat la Neo Alianța Umbrei , el a călătorit cu Yamato și prietenii săi, în scopul de a-l ajuta să-l învingă pe Marda B. și să-l salveze pe fratele său de controlul lui Marda B. A luptat în cele din urmă cu Li și l-a adus înapoi la normal. 

### Li Yong Fa
Fratele mai mic al lui Wen, folosește B-Daman-ul Rekuso care ulterior a fost transformat in King Rekuso. El îl ajută pe Yamato după ce a părăsit Alianța Umbrei. Mai târziu, Enjyu l-a rugat să îl ajute să găsească slăbiciunile lui Marda B pentru a-l învinge. Li a pretins să lucreze pentru Neo Alianța Umbrei, dar unii membrii nu au încredere în loialitatea lui Li față de Neo Alianța Umbrei , astfel că Marda B. posedă mintea lui Li, oferindu-i al treilea ochi și ștergerea amintirilor lui din trecut. Mai târziu, Wen a încercat să îl salveze pe fratele său într-o luptă B-Da. Din fericire, Wen a câștigat și Li s-a întors la normal.

### Alti Membrii
- Battle Crow: Puțin este cunoscut despre acest personaj, cu excepția că a fost primul membru al Alianței Umbrei. Yamato se confruntă cu el si îl învinge. Ce s-a întâmplat cu el după înfrângerea cu Yamato este necunoscut.
- Monkey Don: Puțin este cunoscut despre acest personaj, cu excepția că el a fost proprietarul unui magazin de piese B-Daman de slabă calitate. El a fost învins de Yamato.
- Hounds of Chaos: Un grup de hoți-cîini care au furat piesele pentru B-Daman de la Yamato.
- Goldo: El servește ca un formator de jucatori B-Da în cadrul Alianței Umbrei.
- Biarce: Biarce, de 11 ani, este un jucător B-Da creat de Marda B. care să lupte pentru el.
- Cyber-țânțarii: Un țănțar robotic care poate imobiliza mâinile unui jucator și a-l face  incapabil de a utiliza un B-Daman.

### Victimele Neo Alianței Umbrei
- Castillo: După ce a pierdut cu Yamato în turul preliminar de la turneul B-Daman, el s-a întors să conducă regatul Pedro. B-Daman-ul lui este Iron Eater.
- Fratii Longhorn: Fratii Longhorn sunt Nouz și Sauz. Aceștia au fost controlați de către Marda B. să se alăture la Neo Alianța Umbrei după înlăturarea lui Ababa.
- Manuel: Un robot-profesor de la Academia B-Daman capabil să copieze mutãri ale adversarului său.

Aceștia snut super-gardienii din orașul Neon. 
Acestia sunt:
- Cain McDonnell Ruth / Cain McDonnell: El este liderul celor cinci gardieni. La început, el a pretins a fi un băiat bun, dar mai târziu s-a aflat că acesta a fost un truc pentru a-l distruge pe Cobalt Blade. El a reușit să face acest lucru cu ajutorul lui Iosua având în fals o răpire a lui Marilyn. Cain l-a trimis pe Iosua și alti gardieni pentru a pune capăt construcției lui Cobalt Saber, dar nu au reușit atunci când au fost opriți de prietenii lui Yamato. Cain s-a alăturat mai târziu la Neo Alianța Umbrei cu Iosua. În bătălia finală împotriva Neo Alianței Umbrei, Cain  a fost învins de Grey. B-Daman-ul lui este Cavalerie Knight care a fost distrus și înlocuit cu Black Knight.

- Marilyn: Ea este arbitrul turneului cu cei  Super 5 gardieni. Ea a mai târziu s-a implicat în complotul lui Cain de a-l  distruge pe Cobalt Blade.

- Assado: Assado este cel cu pelerina de leu pe cap și membru al Gardienilor. El a fost primul adversar cu care se confruntă Yamato. Accel Leon este B-Daman-ul lui .El l-a asistat pe Cain și pe alți gardieni într-un complot de distrugere al lui Cobalt Saber, dar a fost oprit de prietenii lui Yamato. El a apărut mai târziu si și-a cerut scuze pentru ca l-a ajutat pe Cain în planul lui. El s-a alăturat cu Yamato pentru a învinge Neo Alianța Umbrei.

- Joe: Joe este un alt membru al Super Gardienilor cu care se confruntă Bull. Joe este prietenul lui Terry. El l-a ajutat pe Cain într-un complot de a-l distruge pe Cobalt Saber, dar a fost oprit de prietenii lui Yamato. Joe l-a ajutat mai târziu pe Terry cînd Enjyu a distrus B-Daman-ul. B-Daman-ul lui este Samurai Phoenix.

- Sly: Sly este membru al Super Gardienilor și al treilea adversar pe care Terry l-a întalnit . El l-a ajutat pe Cain într-un complot de a-l distruge pe Cobalt Saber, dar a fost oprit de prietenii lui Yamato. Mai târziu a fost infrant de Biarce si transformat in stana de piatra. El e calm și capacitatea de a rămâne rece în situații dificile este un rezultat al pregătire militare prin care a trecut în anii tinereții sale. Shield Giga este B-Daman-ul lui.

- Iosua: Iosua este membru al Super Gardienilor și al patrulea adversar pe care Bull a trebuit să il infrunte. Când Cain a venit în vizită la Yamato, Iosua a creat o falsa răpire a lui Marilyn într-un complot de a-l distruge pe Cobalt Saber. Atunci când Iosua a aflat despre reconstrucția lui Cobalt Saber, Cain l-a trimis cu alti Super Gardieni pentru a distruge noul B-Daman al lui Yamato. Iosua s-a alăturat mai târziu la Neo Alianța Umbrei cu Cain. Mai târziu s-a vazut că Iosua este valetul lui Cain, nu doar un prieten. B-Daman -ul lui este Dragogale.

### Alte caractere
- Sigma: Un B-DaPlayer care a fost înlocuit cu Liena în timpul turneului B-Daman. El o iartă pe Liena în cele din urmă pentru ce a făcut ea în timp ce se afla sub controlul Alianței Umbrei. El dezvoltă o pasiune pentru Liena după asta. Sigma mai târziu, ajută la combaterea Neo Alianța Umbrei

- Berkhart Unul dintre prietenii lui Yamato. El are 4 frați.Cu ajutorul dat de Yamato, frații lui Berkhart au construit un nou B-Daman pentru el. Se sparge mai târziu intr-o lupta cu Enjyu. El  mai târziu se întoarce pentru a ajuta la lupta împotriva Neo Alianța Umbrei.

- Pete, Metra, Nibus: frații mai mici ai lui Berkhart. Numele lor au apărut pentru prima dată în episodul 47.

- Crusta: majordomul doamnei Karat.

- Dl. Watts: Primarul orașului  Neon și tatăl lui Karat.

- Dl. Browbeaten / dl Beatenbrow: Un mecanic B-Daman, care locuiește în orașul  Lyken.

- Cornell: Prietenul lui Enjyu din copilarie. În timpul unui turneu, Cornell Îl acuză de înșelăciune pe Enjyu.

- Sanjuurou / Sanju: Tatăl lui Terry, care trăiește în orașul Tsubakura.

- Sari: Mama lui Terry, care trăiește în orașul Tsubakura.

## Versiunea originală japoneză
- Yamato Daiwa: Reiko Takagi
- Michael Gray Vincent: Yuki Tai
- Tsubame Tsubakura: Tomoko Kaneda
- Bull Borgnine: Kurumi Mamiya
- Mie Daiwa: Naoko Takano
- Enjyu: Daisuke Kishio
- Liena Vincent: Takako Uemura
- Charat: Aya Hirano

## Versiunea americana
- Yamato Delgado, Joshua: Brian Beacock
- Michael Gray Vincent: Dave Wittenberg
- Terry McScotty (episoade 1-6), Voci adiționale: Mary Elizabeth McGlynn
- Terry McScotty (serial 7 -): Barbara Goodson
- Bull Borgnine: Mona Marshall
- Enjyu: Steve Staley
- Fa-Yong Wen: Brad MacDonald
- Li Yong-Fa, Monkey Don: Derek Stephen Prince
- Liena Vincent: Peggy O'Neal
- Armada, Marda B: Paul St Peter
- Mie Delgado, Dna Karat: Philece Sampler
- Vinnie V.: Michael Sorich
- Berkhart, Sigma: Yuri Lowenthal
- Berkhart lui Brothers: Brianne Siddall
- Abeba, Cain McDonnell, Meowmigos: Steven Blum
- Joe, Biarce: Doug Erholtz
- Sly: Jamieson Preț
- Asado: Colleen O'Shaughnessey
- Marilyn: Michelle Ruff
- Battle Crow: Steve Kramer

În februarie 2007, canalul de televiziune canadian, YTV a difuzat Battle B Daman: Spiritele de foc, sezonul spectacol de-al doilea, si spre surprinderea fanilor, actori arată vocea a fost reformată complet din primul sezon, acest dub a fost considerată inferioară cu unele față de a-și exprima dub original. Grupul de ADR a sezonului doi este Ectera Group.

## Versiunea franceză
- Yamato Delgado: Yoann suveranității
- Abeba, Armada, Marda B, Wen-Yong Fa: Antoine Nouel
- Terry McScotty, Bull Borgnine, Li Yong-Fa: Olivier Podesta
- Gray Michael Vincent, Enjyu, Vinnie B: Franck Torjman
- Marylin: Sylvie Ferrari
- Mie Delgado, doamna Karat, Rienna Vincent: Naïke Fauveau

## Versiunea poloneză
- Yamato Delgado: Elżbieta Jędrzejewska
- B-DaMiss: Dorota Kawęcka
- Michael Gray Vincent: Janusz Wituch
- Mai: Katarzyna Traczyńska
- Li Yong-Fa: Jacek Rozenek
- Fa-Yong Wen: Tomasz Bednarek

## Episoade
| Premiera în România | Nr | Titlu român                                  | Titlu englez                            |
| ------------------- | -- | -------------------------------------------- | --------------------------------------- |
|                     |    |                                              |                                         |
| PRIMUL SEZON        |    |                                              |                                         |
|                     |    |                                              |                                         |
| 03.10.2005          | 01 | Sabia de cobalt                              | Cobalt Blade                            |
|                     |    |                                              |                                         |
| 04.10.2005          | 02 | Muntele B-DaBattle                           | B-DaBattle Mountain                     |
|                     |    |                                              |                                         |
| 05.10.2005          | 03 |                                              | Something To Crow About                 |
|                     |    |                                              |                                         |
| 06.10.2005          | 04 | Încântat să te cunosc                        | Ice To Meet You                         |
|                     |    |                                              |                                         |
| 07.10.2005          | 05 | Gri și albaștrii                             | Gray And The Blues                      |
|                     |    |                                              |                                         |
| 10.10.2005          | 06 | Aventura excelentă a lui Yamato și Terry     | Yamato & Terry’s Excellent Adventure    |
|                     |    |                                              |                                         |
| 11.10.2005          | 07 | '                                            | A Fistfull Of B-DaBalls                 |
|                     |    |                                              |                                         |
| 12.10.2005          | 08 | Yamato contra marmura mascată                | Yamato Vs. The Masked Marble            |
|                     |    |                                              |                                         |
| 13.10.2005          | 09 | Supermația masculului                        | The Bull Supermacy                      |
|                     |    |                                              |                                         |
| 14.10.2005          | 10 | Identitatea masculului                       | The Bull Identity                       |
|                     |    |                                              |                                         |
| 17.10.2005          | 11 | Afaceri maimuțești                           | Monkey Business                         |
|                     |    |                                              |                                         |
| 18.10.2005          | 12 | Invazia B-DaCopiatorilor                     | Invasion Of The B-DaSnatchers           |
|                     |    |                                              |                                         |
| 19.10.2005          | 13 | Porcul sălbatic                              | Hog Wild                                |
|                     |    |                                              |                                         |
| 20.10.2005          | 14 | Pentru asta-s prietenii                      | That’s What Friends Are For             |
|                     |    |                                              |                                         |
| 21.10.2005          | 15 | Cel bun, cel rău și B-DaJucătorul'           | The Good, The Bad And The B-DaPlayer    |
|                     |    |                                              |                                         |
| 24.10.2005          | 16 | Oricine are o inimă înfometată               | Everybody’s Got A Hungry Heart          |
|                     |    |                                              |                                         |
| 25.10.2005          | 17 | O B-DaBătălie în supă                        | There’s B-DaBattle In My Soup           |
|                     |    |                                              |                                         |
| 26.10.2005          | 18 | Întrebarea despre carate                     | The Karat Question                      |
|                     |    |                                              |                                         |
| 27.10.2005          | 19 | Ce mai aștepți                               | Watt Are You Waiting For?               |
|                     |    |                                              |                                         |
| 28.10.2005          | 20 | Un mic ajutor de la prieteni                 | With A Little Help From My Friends      |
|                     |    |                                              |                                         |
| 31.10.2005          | 21 | Wielkie Kule B-DaOgnia                       | Great B-DaBalls Of Fire                 |
|                     |    |                                              |                                         |
| 01.11.2005          | 22 | Rapidul și puternicul                        | The Rapid And The Powerful              |
|                     |    |                                              |                                         |
| 02.11.2005          | 23 | Cine-i cine?                                 | Who’s Who?                              |
|                     |    |                                              |                                         |
| 03.11.2005          | 24 | Actul surorii gemene                         | Twisted Sister Act                      |
|                     |    |                                              |                                         |
| 04.11.2005          | 25 | Nu e B-Daman, ci sora mea                    | That’s No B-Daman, That’s My Sister     |
|                     |    |                                              |                                         |
| 07.11.2005          | 26 | Paloșul de cobalt                            | Cobalt Saber                            |
|                     |    |                                              |                                         |
| SEZONUL 2           |    |                                              |                                         |
|                     |    |                                              |                                         |
| 06.02.2006          | 27 | Pentru mai multe B-Damingi                   | For A Few B-DaBalls More                |
|                     |    |                                              |                                         |
| 07.02.2006          | 28 | Mize mari                                    | High Stakes                             |
|                     |    |                                              |                                         |
| 08.02.2006          | 29 | Grăbește-te și așteaptă                      | Hurry Up And Wait                       |
|                     |    |                                              |                                         |
| 09.02.2006          | 30 | Totul despre Enjyu                           | All About Enjyu                         |
|                     |    |                                              |                                         |
| 10.02.2006          | 31 | Iar câștigătorul este...                     | And the Winner Is…                      |
|                     |    |                                              |                                         |
| 13.02.2006          | 32 | Întoarcerea B-DaJucătorului                  | The Return Of The B-DaPlayer            |
|                     |    |                                              |                                         |
| 14.02.2006          | 33 | Mascul înfuriat                              | Enraging Bull                           |
|                     |    |                                              |                                         |
| 15.02.2006          | 34 | Rebel fără B-Daman                           | Rebel Without A B-Daman                 |
|                     |    |                                              |                                         |
| 16.02.2006          | 35 | Cel bun, cel rău și B-Daman                  | The Good, The Bad And The B-Daman       |
|                     |    |                                              |                                         |
| 17.02.2006          | 36 | Yamato contra marmura mascată - Partea a 2-a | Yamato Versus The Masked Marble, Part 2 |
|                     |    |                                              |                                         |
| 20.02.2006          | 37 | Vizuina leului                               | The Lion’s Den                          |
|                     |    |                                              |                                         |
| 21.02.2006          | 38 | Bătaie cu mâncare                            | Food Fight                              |
|                     |    |                                              |                                         |
| 22.02.2006          | 39 | B-Davânturile schimbării                     | The B-DaWinds Of Change                 |
|                     |    |                                              |                                         |
| 23.02.2006          | 40 | Apa prea tulburată                           | Over Troubled Water                     |
|                     |    |                                              |                                         |
| 24.02.2006          | 41 | Mă strigă Yamato                             | They Call Me Yamato                     |
|                     |    |                                              |                                         |
| 20.03.2006          | 42 | Lacul B-Daman                                | Lake B-Daman                            |
|                     |    |                                              |                                         |
| 21.03.2006          | 43 | Cu prieteni ca ei                            | With Friends Like These                 |
|                     |    |                                              |                                         |
| 22.03.2006          | 44 | Fă cunoștință cu alianța Neo-umbra           | Meet The Neo Shadow Alliance            |
|                     |    |                                              |                                         |
| 23.03.2006          | 45 | B-DaDărâmarea                                | B-DaBreakdown                           |
| 24.03.2006          | 46 | B-DaDărâmarea                                | B-DaBreakdown                           |
|                     |    |                                              |                                         |
| 27.03.2006          | 47 | Lumini strălucitoare, orașul Neon            | Bright Lights, Neon City                |
|                     |    |                                              |                                         |
| 28.03.2006          | 48 | Toată lumea vrea să conducă B-Dalumea        | Everybody Wants To Rule The B-DaWorld   |
|                     |    |                                              |                                         |
| 29.03.2006          | 49 | În vizuina Neo-umbrei                        | Into The Neo Shadow Den                 |
|                     |    |                                              |                                         |
| 30.03.2006          | 50 | Cea mai lungă B-Dabătălie                    | The Longest B-DaBattle                  |
|                     |    |                                              |                                         |
| 31.03.2006          | 51 | B-Dafurtuna                                  | B-DaStorm                               |
|                     |    |                                              |                                         |
| 03.04.2006          | 52 | În căutarea măreției                         | In Search Of Greatness                  |
|                     |    |                                              |                                         |